# Arthur Lyttelton
Arthur Temple Lyttelton (7 janvier 1852 - 19 février 1903) est un évêque anglican de la famille Lyttelton. Après des études au Collège d'Eton et à l'Université de Cambridge, il est ordonné prêtre en 1877 et est curé à St Mary's à Reading. Il est ensuite vicaire à Eccles, avant d'être nommé troisième évêque suffragant de Southampton. Il donne et publie un certain nombre de conférences relatives à sa foi et est le conférencier hulséen en 1891. Il est également l'un des onze membres de la famille Lyttelton à jouer au cricket de première classe.
Après une courte période en tant que tuteur au Keble College d'Oxford, il devient le premier maître du Selwyn College, Cambridge.

## Jeunesse et éducation
Arthur Lyttelton est né à Westminster, Londres, le 12 juin 1847, le cinquième fils de George Lyttelton (4e baron Lyttelton) et de sa première épouse Mary Glynne. Il fréquente le Collège d'Eton, puis le Trinity College, à Cambridge, dont il obtient un baccalauréat ès arts en 1874 et son diplôme de maîtrise en 1877.

## Cricket scolaire et universitaire
Lyttelton joue un match pour les "Gentlemen of Worcestershire" en 1866, quand il a 14 ans, jouant aux côtés de deux de ses frères aînés, Charles et George. La famille Lyttelton est étroitement associée au cricket dans le Worcestershire, et la plupart des membres de la famille sont apparus dans le comté à un moment donné. Il joue pour Eton lors de sa dernière année à l'école et est apparu dans le match annuel contre Harrow cette année-là, sa performance étant faible. Il a subi une paire lors d'un match entre le Worcestershire et le Herefordshire en 1871. Pendant son temps à l'Université de Cambridge, Lyttelton joue fréquemment pour les "Quidnuncs", un club de cricket généralement peuplé d'anciens joueurs de cricket universitaires qui avaient gagné un bleu.

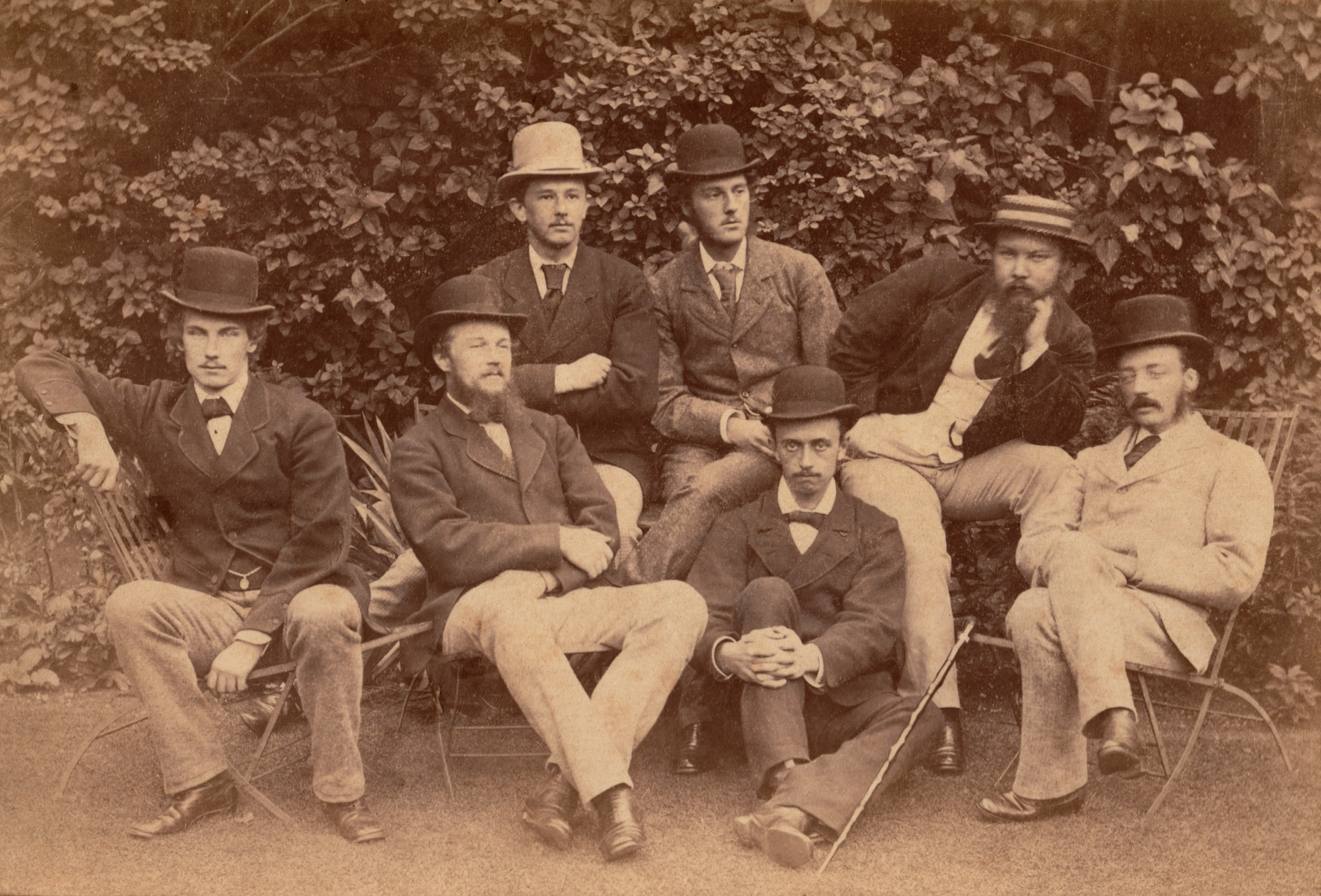
Lyttelton (centre de la rangée arrière) en 1873, Shakespeare Society, Trinity College, Cambridge

Il n'a jamais joué au cricket de première classe pour l'université, mais est apparu contre eux dans un match en 1872. Lyttelton fait partie de l'équipe du Marylebone Cricket Club (MCC) qui joue à l'université au Lord's Cricket Ground en juin de cette année. Il est décrit dans Scores and Biographies comme étant "Comme le reste de la famille, il est un excellent frappeur libre, et un excellent terrain à la longue jambe ou au guichet intermédiaire.".

## Après l'obtention du diplôme

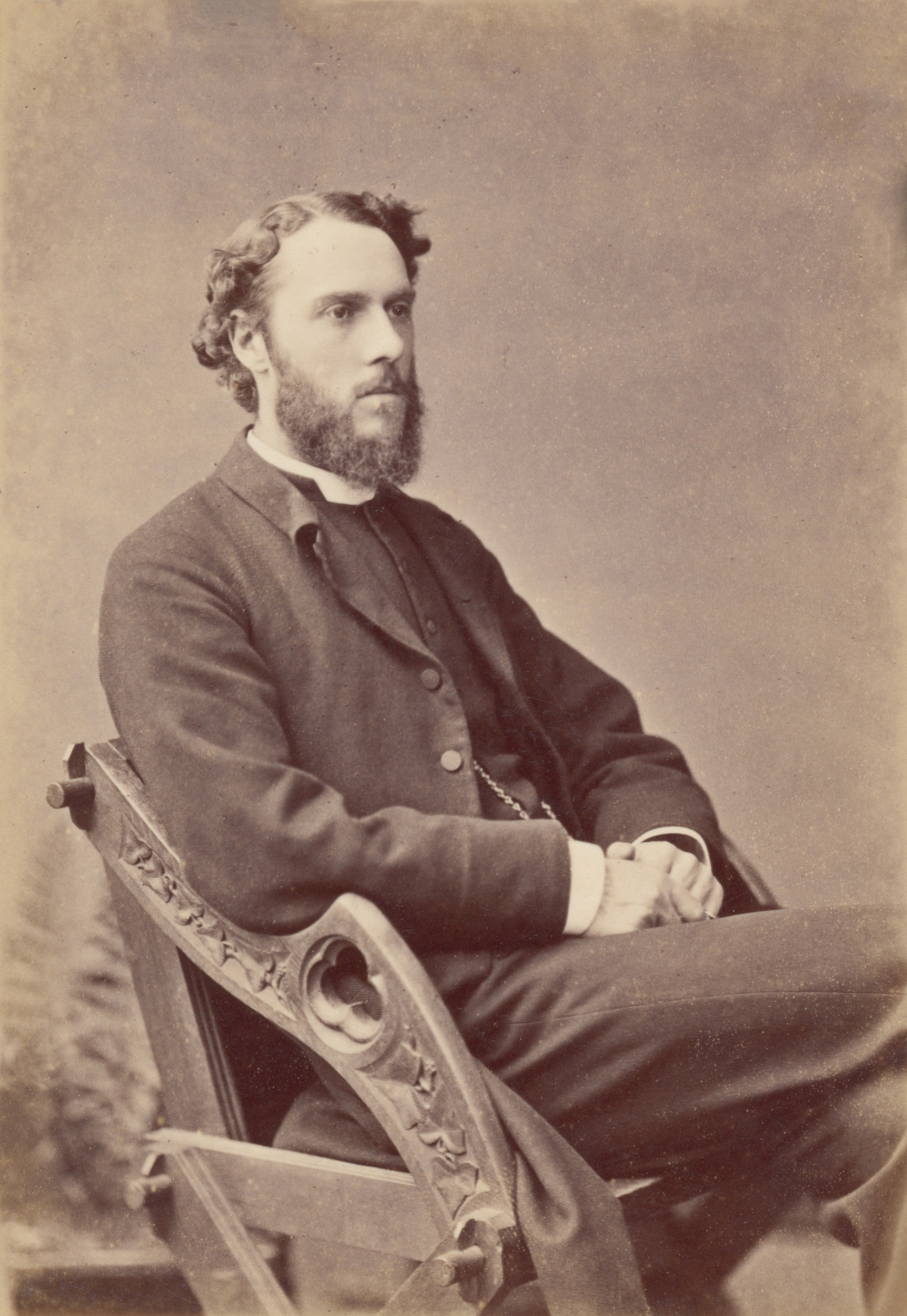
Peu de temps après son mariage en 1880

Lyttelton est ordonné diacre à Oxford en 1876 et prêtre l'année suivante. Il commence sa carrière comme vicaire à St Mary, Reading et en 1879 est devenu tuteur au Keble College, Oxford, un poste qu'il conserve jusqu'en 1882.
En 1880, il épouse la militante féministe Mary Kathleen Clive, fille de l'homme politique libéral George Clive ; ils ont trois enfants: Margaret Lucy, Archer Geoffrey et Stephen Clive.

## Collège Selwyn
En 1882, Lyttelton s'installe avec sa femme à Cambridge pour occuper le poste de premier maître du Selwyn College. À leur arrivée, le collège est encore un chantier de construction avec seulement la façade ouest achevée. Au départ, ils se contentent d'une suite de chambres étudiantes adaptées jusqu'à la construction de la loge des maîtres.
Les opinions politiques modérées de Lyttelton ainsi que ses relations politiques avec le premier ministre (sa tante est la femme de Gladstone, et son frère sert de secrétaire privé) aident à assurer l'acceptation de la nouvelle institution au sein de l'université. Cependant, il provoque une certaine consternation lorsqu'il statue qu'en général seuls les membres de l'Église d'Angleterre seraient admis au collège, malgré les actes gouvernementaux de 1856 et 1871 qui permettaient aux étudiants de premier cycle et aux membres du corps professoral de toute religion, ou d'aucune religion, d'être admis.
Il est décrit dans une histoire du collège comme un «excellent professeur et un homme réservé et distant de jugement, de décision et de piété».

## Retour à l'église
En 1893, Lyttelton retourne à un poste ecclésiastique, devenant Vicaire d'Eccles. Il est aumônier honoraire de la reine Victoria de 1895 jusqu'à l'année suivante, lorsqu'il est nommé aumônier ordinaire de la reine une position dans laquelle il sert jusqu'en 1898. Il est le prédicateur de Lady Margaret de 1885 et 1897, livrant les conférences hulséennes en 1891. Il est brièvement nommé comme chanoine honoraire de Manchester en 1898, mais plus tard cette année monte à l'épiscopat comme évêque de Southampton, suffragant de l'évêque de Winchester. La même année, il est nommé recteur du St. Nicholas College, Lancing, West Sussex. En 1900, il est nommé archidiacre de Winchester.
Lyttelton est l'un des nombreux contributeurs à Lux Mundi. Il obtient un doctorat en théologie de l'Université de Cambridge en 1899.
Lyttelton est décédé à son domicile de Petersfield, Hampshire le 19 février 1903.